# Ceropegia
Ceropegia là chi thực vật có hoa trong họ Apocynaceae.
Nghiên cứu phát sinh chủng loài của Surveswaran và ctv. (2009), Bruyns và ctv. (2015), Meve và ctv. (2017) cho thấy Ceropegia như định nghĩa tới thời điểm đó là cận ngành. Bruyns et al. (2017, 2018) đề xuất mở rộng Ceropegia để bao gồm toàn bộ các chi còn lại của phân tông Stapeliinae. Nếu điều này được chấp nhận thì chi Ceropegia nghĩa rộng là đơn ngành sẽ bao gồm khoảng 717 loài đã biết và việc sử dụng các chi pha tạp là không cần thiết.

## Hình ảnh

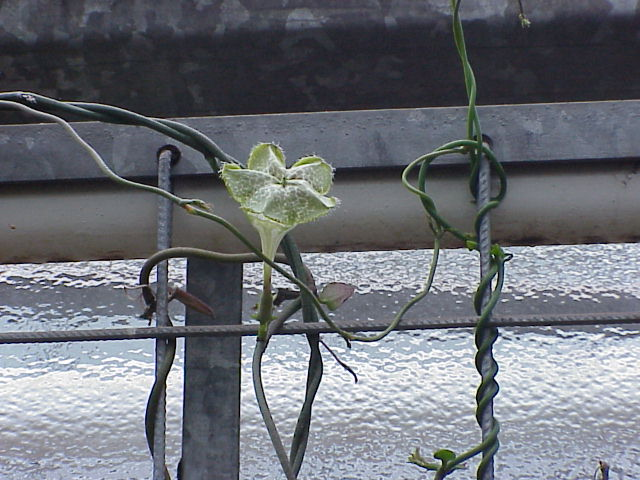
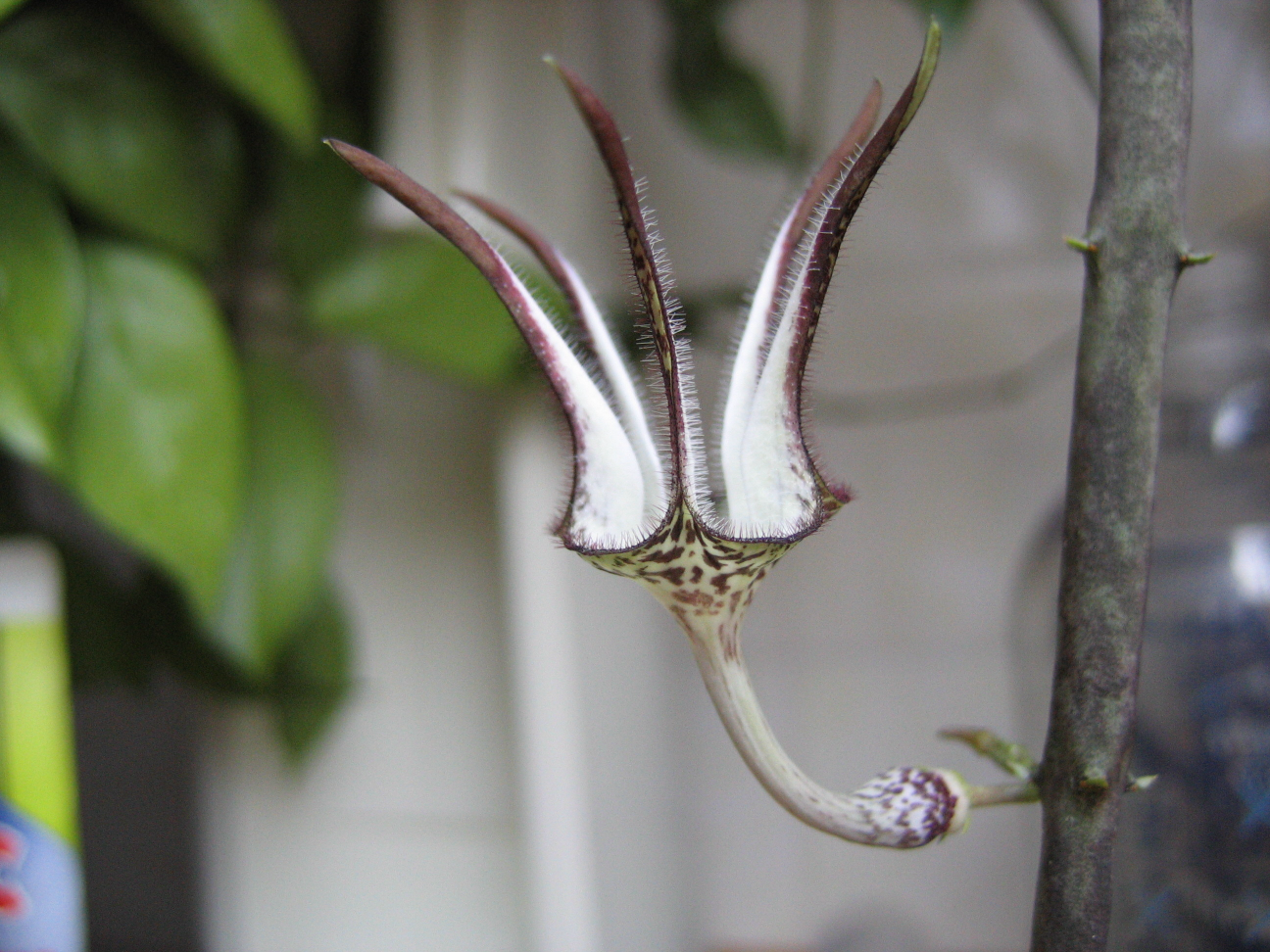
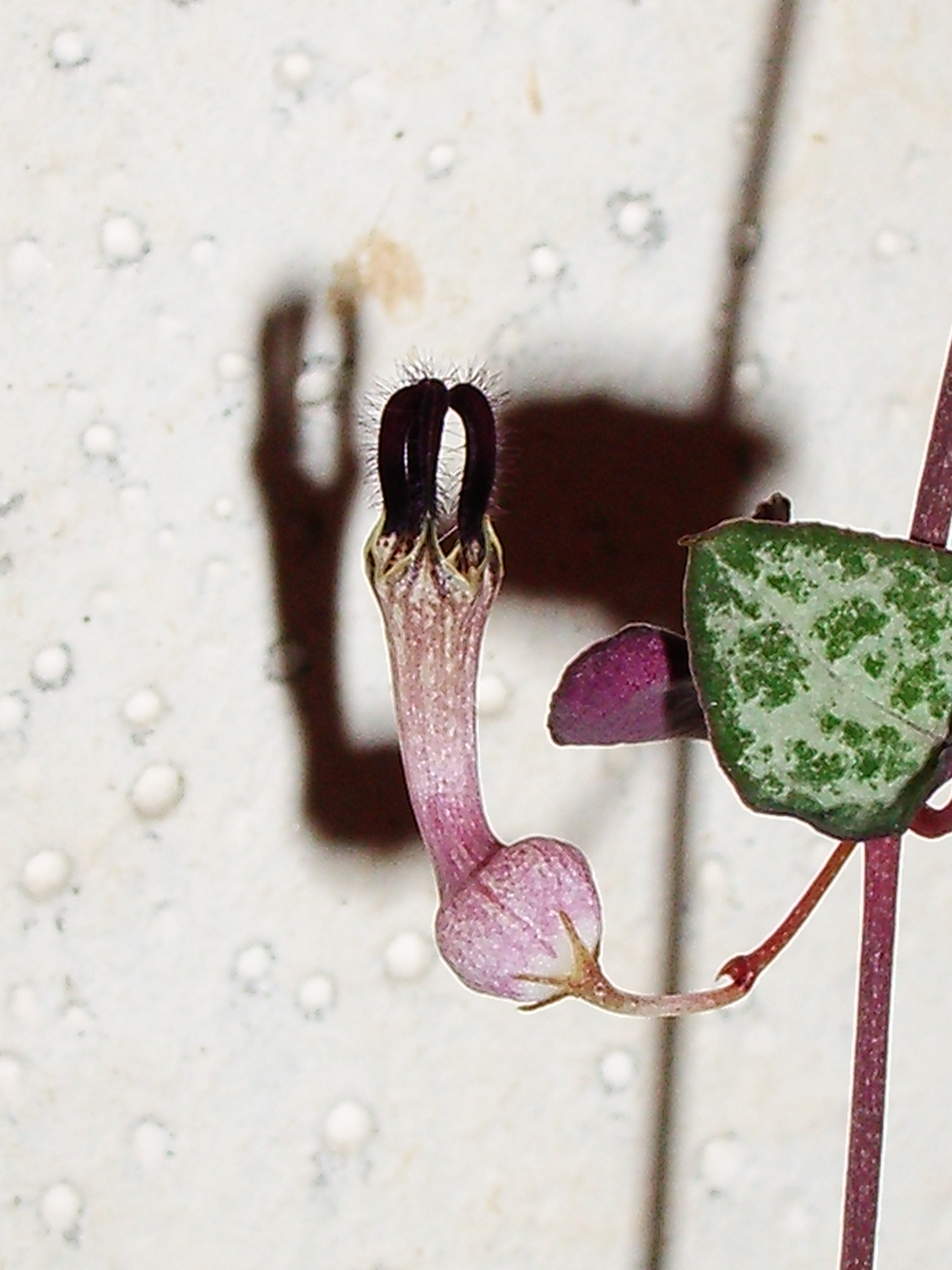
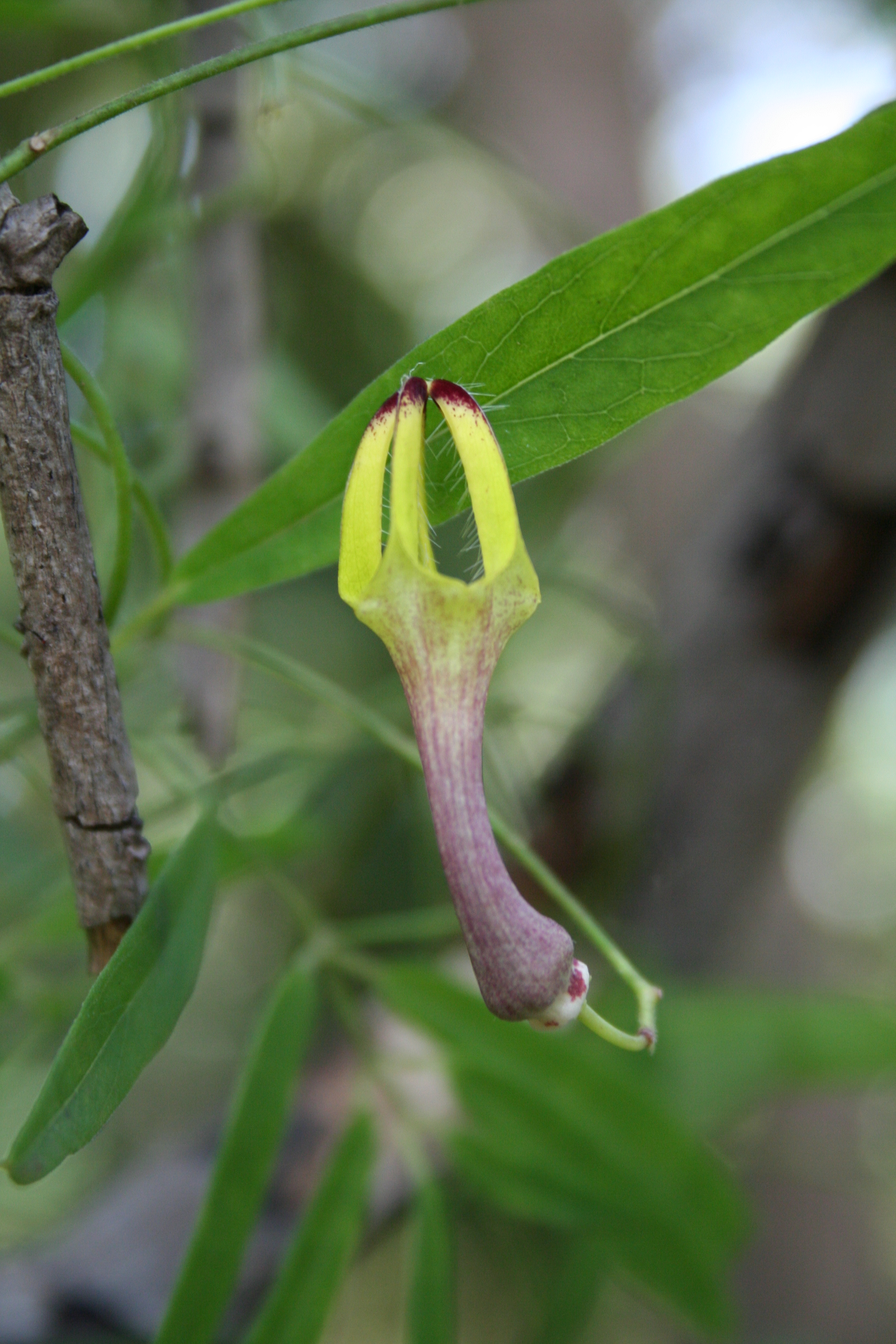